# Барбеливьен, Дидье
Дидье Барбеливьен (фр. Didier Barbelivien; род. 10 марта 1954, Париж) — французский певец, композитор и автор песен.
Начиная с 1974 года прошлого века написал множество песен для таких исполнителей и групп, как Далида, Джонни Халлидей, Мишель Сарду, Даниэль Гишар, Клод Франсуа, Сильви Вартан, Жильбер Беко, Демис Руссос, Мирей Матьё, Кристоф, Хулио Иглесиас, Николь Круазиль, David et Jonathan, Патрисия Каас, Мишель Дельпеш, Жерар Ленорман, Филипп Лявиль, Гару и других.
Успеха в сольной карьере достиг в том числе благодаря сотрудничеству с музыкантом Феликсом Грэем (род. в 1958), в дуэте с которым исполнил несколько песен. Самой известной их совместной работой стала песня «A toutes les filles».
1 января 2009 года объявлено, что Барбеливьену присуждён Орден Почётного легиона..

## Политические взгляды
Во время президентских выборов 2007 года Барбеливьен поддержал кандидатуру Николя Саркози.